# Il santuario delle tenebre
Il santuario delle tenebre è un romanzo fantasy del 2007 scritto da J.P. Rylan, il secondo capitolo del ciclo de I canti di Anharra.

## Trama
Traditi da Amnor, che accecato dalla sua brama di sapere ha assassinato il Cantore prima che questi potesse respingere Vemerin e le Tenebre oltre i confini della morte, Vargo e i suoi amici fuggono verso Menthor, la capitale dell'impero.
A loro si è aggiunto il sergente Kon, l'unico superstite della spedizione imperiale inviata alla conquista del Vuoto. Massacrata dall'attacco di Vemerin che sta dilagando nelle terre del Vuoto con la sua armata di morti, spaventosi esseri ibridi e mortali macchine da guerra.
I fuggiaschi portano con loro la teca di cristallo in cui dorme la figlia di Vemerin, Athramala. Sul suo corpo reca tatuata un'estrema speranza di salvezza: il testo del Trentesimo Canto, l'antico esorcismo che solo il Cantore conosceva e che può arrestare le Tenebre. È stato lo stesso Vemerin a farlo trascrivere, in un ultimo sprazzo di lucidità prima che la sua mente cedesse per sempre. Ma chi conosce il rito per strapparla al suo sonno senza ucciderla per errore? Quali ombre hanno impresso nella sua mente i sogni che l'hanno visitata in un tempo così lungo? Sogni in cui ha appreso il segreto delle Tenebre: esse sono gli
orrendi frutti di precedenti creazioni, ripudiati dagli dei. E il loro piano: impedire che quella che dovrebbe essere la storia futura degli uomini abbia corso, cancellando la razza che ha preso il loro posto sulla terra. Superando infinite difficoltà il gruppo raggiunge finalmente Menthor, intenzionato a dare l'allarme. Ma la città, invece di approntare una difesa contro l'orda che si avvicina, è dilaniata da una furiosa lotta tra le famiglie nobili che si contendono il potere. Sguarnite da ogni difesa, le sue mura si sbriciolano sotto l'urto delle possenti macchine di Vemerin, che fanno strage degli abitanti.
Tutto rovina: la stella Nester domina ormai la volta celeste e tutta la terra è in preda a terremoti, tempeste sulfuree e piogge di meteore, segni del terribile sconvolgimento che si avvicina.
Nulla sembra ormai poter fermare l'avvento definitivo delle Tenebre, destinato a compiersi nelle profondità dell'antico tempio di Khoran: una piramide rovesciata scavata nel cuore della montagna. Verso quell'abisso,
insieme con i pochi superstiti della strage di Menthor, si dirigono per l'ultimo scontro i nostri eroi. L'abisso dove Athramala deve scegliere tra l'amore per il padre e quello per l'intera umanità.

## Personaggi
- Vargo: Vargo dal Nulla è un giovane guerriero di Mergon, la città dei Ribelli che si erano opposti all'Imperatore di Menthor.

- Amnor di Mennon: Vecchio sapiente, sostanzialmente malvagio, era un tempo il medico di corte dell'Imperatore e faceva parte del Cerchio delle Saggezze, una casta composta da scienziati al servizio del loro signore.

- Shanda: Una delle due Sgualdrine della Signora Rossa. È innamorata di Vargo.

- Khaima: Ragazza bellissima e infallibile con l'arco, fa parte anche lei, come l'amica Shanda, del Cerchio delle Sgualdrine.

- Sergente Kon: Militare della guardia Imperiale, si ritrova con gli altri quattro dopo che i suoi soldati vengono sterminati alla porta di Hirush.

## Edizioni
- J.P. Rylan, Il santuario delle tenebre, Omnibus, Arnoldo Mondadori Editore, 2007,  p. 334.
- J.P. Rylan, Il santuario delle tenebre, Epix, Arnoldo Mondadori Editore, 2010,  p. 316.